# Pseudoarmillariella ectypoides
Pseudoarmillariella ectypoides är en svampart som först beskrevs av Peck, och fick sitt nu gällande namn av Rolf Singer 1956. Pseudoarmillariella ectypoides ingår i släktet Pseudoarmillariella och familjen Tricholomataceae.   Inga underarter finns listade i Catalogue of Life.